# Helbredsundersøgelse
Helbredstjek eller sundhedstjek er en undersøgelse af det generelle helbred, uden at der nødvendigvis er mistanke om nogen sygdom. Forskellige undersøgelser indikerer, at årlige hedbredstjek kan forøge den gennemsnitlige levetid med mellem et og to år.
Helbredstjek kan bestå af følgende undersøgelser: måling af vægt og BMI, blodtryk, puls, kolesterol, blodsukker, kondition, lungefunktion og hjerterytme. En væsentlig del af et helbredstjek er en samtale om den generelle helbredstilstand.
Undersøgelserne kan i Danmark udføres af den praktiserende læge, i nogen kommuners sundhedsafdelinger, på apoteker eller i privatklinikker eller privathospitaler. Et sundhedstjek udføres som oftest på en arbejdsplads for alle medarbejdere af et privat firma. For at kunne udføre et sundhedstjek, skal instruktøren være autoriseret af en læge ifølge loven om penetrering af hud. Man kan årligt hos sin praktiserende læge få en halv time til en forebyggende helbredssnak. 
Man kan også selv udføre forskellige helbredstjek med måleapparater beregnet til forbrugermarkedet.